# Midland (Texas)
Midland is een plaats (city) in het westen van de Amerikaanse staat Texas, en valt bestuurlijk gezien onder Martin County en Midland County. De stad is vernoemd naar de middelste stop langs de Texas and Pacific Railroad tussen Fort Worth en El Paso. Tegenwoordig is Midland (bijgenaamd The Tall City) een centrum van de olieindustrie; ook de communicatiesector is sterk vertegenwoordigd.

## Demografie
Bij de volkstelling in 2000 werd het aantal inwoners vastgesteld op 94.996.
In 2006 is het aantal inwoners door het United States Census Bureau geschat op 102.073, een stijging van 7077 (7.4%).

## Geografie
Volgens het United States Census Bureau beslaat de plaats een oppervlakte van
173,0 km², waarvan 172,5 km² land en 0,5 km² water.

## Plaatsen in de nabije omgeving
De onderstaande figuur toont nabijgelegen plaatsen in een straal van 44 km rond Midland.

## Geboren
- Bessie Love (1898-1986), actrice
- Laura Bush (1946), first lady en echtgenote van president George W. Bush
- Kathy Baker (1950), televisie- en filmactrice
- Jeb Bush (1953), gouverneur van Florida (1999-2007)
- Carolyn McCormick (1959), actrice
- Woody Harrelson (1961), acteur
- Bryce Hoppel (1997), atleet